# Caroline Bos
Caroline Bos (ur. 1959 w Rotterdamie) – holenderska architektka. 

## Życiorys
Bos urodziła się w 1959 roku w Rotterdamie. Studiowała historię sztuki w Londynie, następnie uzyskała tytuł magistra w dziedzinie architektury na Uniwersytecie w Utrechcie. Pracowała jako dziennikarka. W 1988 roku wraz z Benem van Berkel założyła Berkel & Bos Architectuurbureau w Amsterdamie, gdzie pełniła funkcję wewnętrznego krytyka i opisywała przyszłe projekty. Oprócz swojej pracy jako architekt i projektant, Bos uczyła się również na Uniwersytecie Technicznym w Wiedniu. Razem z Benem van Berkel została wykładowcą na Princeton University w 2000 roku.

## Projekty
- Erasmusbrug
- Mercedes Benz Museum
- Musiktheater Graz